# Hapoel Tzafririm Holon FC
El Hapoel Tzafririm Holon FC (en hebreo: הפועל צפרירים חולון‎) es un equipo de fútbol de Israel que juega en la Liga Gimel.

## Historia
Fue fundado en el año 1985 en la ciudad de Holon luego de la fusión de los equipos Hapoel Holon y Tzafririm Holon, tomando el lugar del Hapoel en la dasaparecida Liga Antzit en la que terminaron en cuarto lugar. En la siguiente temporada ganan la liga y logran el ascenso a la Liga Leumit.
El club estuvo en 11 temporadas de la Liga Leumit, la anterior primera división nacional, entre los años 1980 y años 1990, descendiendo en tres ocasiones, pero regresando a la primera categoría en la siguiente temporada, teniendo su mejor temporada en primera división la de 1992/93 en la que terminaron en sexto lugar, teniendo su última temporada de primera división la de 1998/99.
En 2000/01 jugaría en la Liga Premier de Israel por primera vez tras ser campeón de la segunda categoría, pero descendieron tras quedar en último lugar entre 12 equipos.
En la temporada 2004/05 desciende a la Liga Antzit, y al año siguiente desciende a la Liga Alef, y en 2007/08 desciende a la Liga Bet al perder en la ronda de playoff ante el Hapoel Arad. En 2008/09 el club logra ascender dos categorías por la reestructuración del sistema de ligas en Israel.
En la temporada 2010/11 desciende a la Liga Bet luego de que el sistema de ligas quedara en el orden de Premier, Leumit, Alef, Bet, Gimel.
El 6 de junio de 2016 se fusiona con el FC Holon Yaniv para refundar al Hapoel Holon como participante en la Liga Bet.
Cuando el club logra el ascenso a la Liga Alef, en el Verano de 2017 el Tzafririm es refundado en la Liga Gimel.

## Palmarés
- Liga Leumit: 3

1986–87, 1989–90, 1999–2000
- Liga Gimel: 1

2008–09
- Liga Bet South B Division Cup: 1

2011–12